# Papinska akademija
Papinska akademija je akademska ustanova koju je osnovala Sveta Stolica i pod čijom se upravom nalazi. Trenutačno postoji 11 papinskih akademija smještenih u Rimu.
| Naziv                                                | Godina osnutka | Zadaća                                                                                    |
| ---------------------------------------------------- | -------------- | ----------------------------------------------------------------------------------------- |
| Papinska akademija znanosti                          | 1603.          | promicanje znanstvenih istraživanja                                                       |
| Papinska akademija društvenih znanosti               | 1994.          | promicanje društvenih, ekonomskih, političkih i pravnih znanosti u duhu kršćanskog učenja |
| Papinska akademija za život                          | 1994.          | promicanje vrijednosti ljudskog života                                                    |
| Papinska akademija Svetog Tome Akvinskog             | 1879.          | promicanje učenja sv. Tome Akvinskog                                                      |
| Papinska teološka akademija                          | 1718.          | promicanje katolicizma                                                                    |
| Papinska međunarodna marijanska akademija            | 1946.          | promicanje mariologije                                                                    |
| Papinska akademija lijepih umjetnosti i književnosti | 1542.          | promicanje studija, njegovanja, i usavršavanja umjetnosti                                 |
| Papinska rimska akademija za arheologiju             | 1810.          | promicanje arheoloških istraživanja vezanih uz kršćanstvo                                 |
| Papinska akademija za mučenike                       | 1879.          | promicanje čašćenja mučenika i istraživanja o njima                                       |
| Papinska crkvena akademija                           | 1701.          | školovanje svećenika za diplomatsko djelovanje                                            |
| Papinska akademija za latinitet                      | 2012.          | promicanje latinskog jezika i kulture                                                     |